# Ophiomyia tuberimentula
Ophiomyia tuberimentula este o specie de muște din genul Ophiomyia, familia Agromyzidae, descrisă de Mitsuhiro Sasakawa în anul 1994. Conform Catalogue of Life specia Ophiomyia tuberimentula nu are subspecii cunoscute.